# Cursa anglo-germană pentru înarmare navală

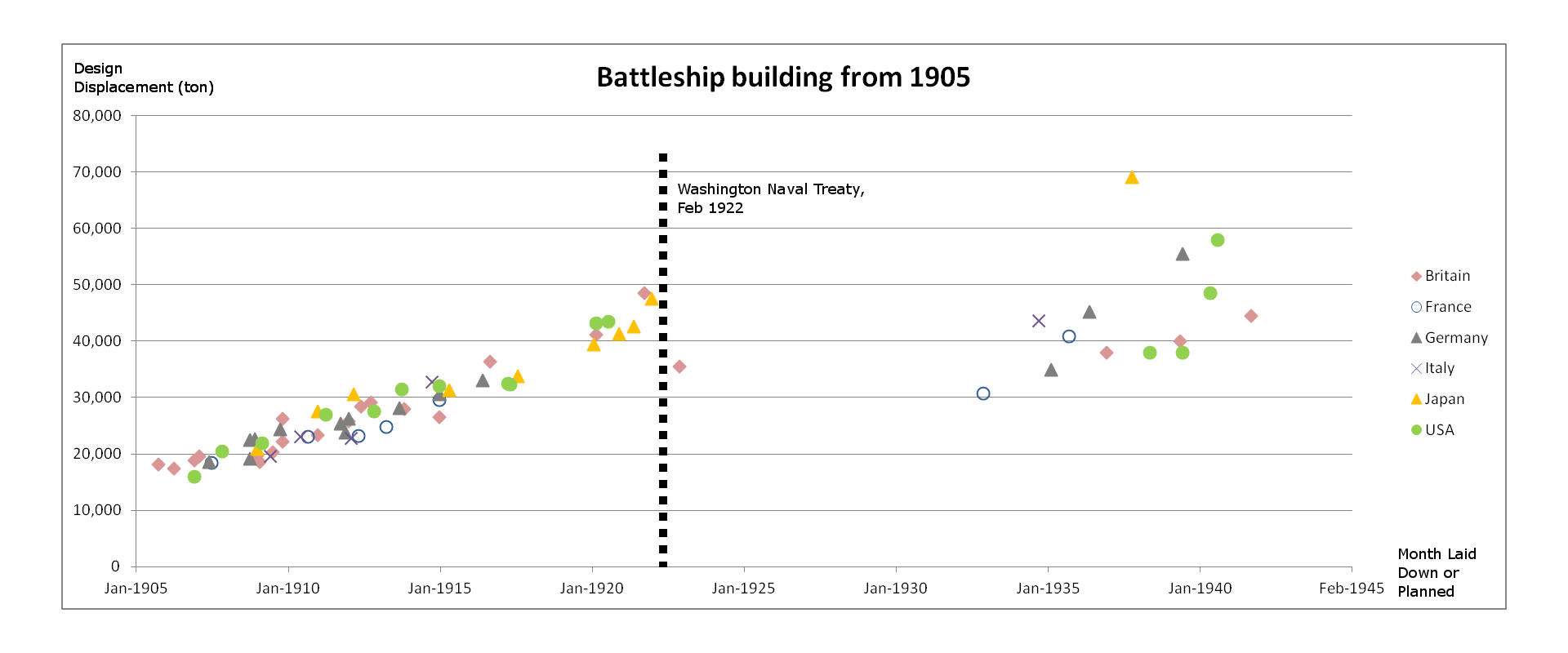
Dimesiunile și puterea de foc a cuirasatelor a crescut rapid atât în perioada de dinainte, în timpul și de după Primul Război Mondial. Competiția dintre constructorii de vase militarii din principalele puteri navale, inclusiv germani și britanici, a fost încheiată odată cu semanrea tratatelor de la Washington și Versailles

Cursa înarmării dintre Regatul Unit și Germania care a avut loc începând cu ultimul deceniu al secolului al XIX-lea până în momentul declanșării primului conflict mondial în 1914 a fost una dintre multiplele cauze ale conflagrației. Fiind un rezultat al unei relației bilaterale care se degradase timp de mai multe decenii, cursa înarmărilor a fost declanșată de planul amiralului german Alfred von Tirpitz din 1897 de crearea a unei „flote de descurajare” cu ajutorul căreia să îi forțeze pe britanici să facă unele consiuni diplomatice. Planurile lui Tirpitz nu urmăreau ca Marina Imperială Germană să înfrângă Royal Navy.
Bucurându-se de sprijinul kaiserului Wilhelm al II-lea, Tirpitz a inițiat o serie de legi pentru construirea unui număr cât mai mare de nave militare de suprafață. Lansarea la apă a HMS Dreadnought în 1906 l-a determinat pe Tirpitz să crească și mai mult ritmul construcției flotei germane. În timp ce unii observatori britanici erau neliniștiți de dezvoltarea flotei militare a Germaniei, îngrijorarea a devenit generală după proiectul german de lege pentru dezvoltarea flotei din 1908. Opinia publică și opoziția politică britanică au cerut ca guvernului liberal (1905-1915) să facă față provocării germane, ceea ce a dus la finanțarea în 1910 a construirii unor noi cuirasate și la escaladarea cursei înarmării.
Întreținerea celei mai numeroase armate terestre și celei de-a doua flote militare a pus o presiune uriașă asupra finanțelor Germaniei. Theobald von Bethmann-Hollweg, cancelarul german începând din 1909, a fost inițiatorul unei politici de destindere cu britanicii pentru ca să ușureze povara fiscală, concentrându-se în schimb asupra rivalități cu Franța. În timpul mandatului lui Bethmann-Hollweg și în special începând cu anul 1912, Germania a abandonat construirea de cuirasate și s-a concentrat pe strategia raidurilor împotriva navelor comerciale executate de submarine. În mod ironic, flota germană de suprafață rezultată în urma cursei înarmărilor a fost implicată doar într-o singură bătălie navală importantă în timpul primei conflagrații mondiale, Bătălia Iutlandei, și nu a amenințat nicio clipă supremația navală britanică, în vreme ce strategia atacării vaselor comerciale, care a fost în centrul doctrinei navale germane a pus în primejdie în mod constant transporturile comerciale britanice de-a lungul războiului. 

## Contextul general
Britanicii aveau cea mai mare flotă militară din lume, iar guvernul a urmărit să asigure Royal Navy efective cel puțin egale cu cele ale următoarelor două forțe navale combinate prin așa-numita politică a „two-power standard”. Economia britanică era aproape complet dependentă de capacitatea de aprovizionare cu materii prime și de export a produselor finite pe calea apelor. Pe la 1900, 58% din caloriile consumate de popolația britanică proveneau din import, ceea ce insemna că, în cazul în care nu s-ar fi putut sigura liberatatea transportului maritim, țara avea să sufere din cauza crizei alimentare. 
Chiar înainte de provocarea navală germană, liderii politici și militari britanici au luat în discuție consecințele economice, sociale și politice catastrofale care ar rezulta în cazul în care Marina Regală nu ar putea garanta libertatea de acțiune britanică. Îngrijorarea britanicilor față de capacitatea de autoapărare a țării a avut o influență puternică asupra opiniei publice britanice și a devenit subiectul unui nou gen literar, literatura de invazie, (care a debutat în 1871 cu The Battle of Dorking ), rămas popular până în preajma Primului Război Mondial.

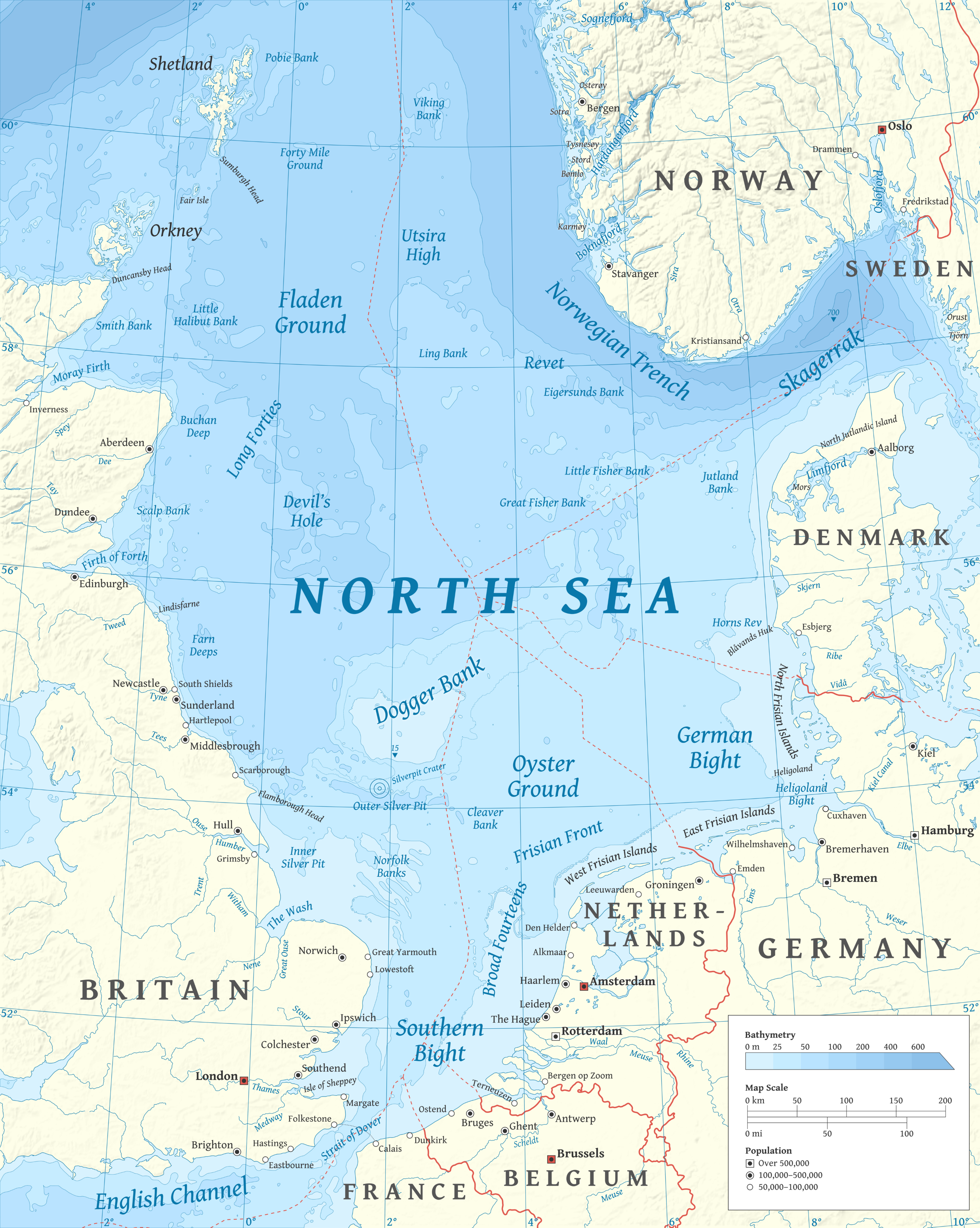
Marea Nordului

Primul cancelar al Germaniei unite, Otto von Bismarck, a condus cu măiestrie afacerile externe ale Germaniei astfel încât țara să nu fie legată strâns de vreo putere europeană. După ce Bismarck a fost înlocuit, politica externă germană și-a modificat orientarea spre o mai strânsă colaborare cu Tripla Alianță cu Austro-Ungaria și Italia. Friedrich von Holstein, șeful departamentului politic al Ministerului de externe, l-a convins pe noul cancelar, Leo von Caprivi, să nu reînnoiască în 1880 Tratatul de reasigurare cu Imperiul Rus. Bismarck concepuse Tratatul de reasigurare pentru ca să împiedice formarea unei alianțe franco-ruse. Rușii căutau aliați care să îi finanțeze datoriile uriașe rezultate din Alianța franco-rusă. Holstein sperase că anularea Tratatului de reasigurare va avea ca rezultat o relație mai strânsă cu Marea Britanie, care era în competiție atât cu Rusia cât și cu Franța, lucru care însă nu s-a întâmplat. În perioada 1890 – 1897, Germania a oscilat între o politică pro-britanică și una pro-rusă, reflectând incoerența conducerii germane.
În 1890, istoricul militar Alfred Thayer Mahan a publicat The Influence of Sea Power upon History, una dintre cele mai importante lucrări de strategie navală. Mahan a susținut că puterea maritimă a fost factorul decisiv care a permis națiunilor puternice să prospere și să își impună voința națiunilor mai slabe și că modalitatea adecvată pentru obținerea supremației navale a fost lupta pe scară largă între flote. La vremea respectivă, Marina Imperială Germană adoptase strategia navală a atăcării transporturilor comerciale inamice, dar argumentele lui Mahan au avut o influență enormă asupra gândirii ulterioare germane și britanice.
Cartea tradusă de amiralul Ludwig Borckenhagen, un sprijinitor al ideilor lui Mahan, a fost distribuită pe toate vasele marinei germane. Kaiserul Wilhelm al II-lea a fost cucerit de ideile lui Mahan imediat după ce i-a citit cartea în 1894 și a cerut Reichstagului să găsească fonduri pentru punerea în practică a unei politici de dezvoltare navală.

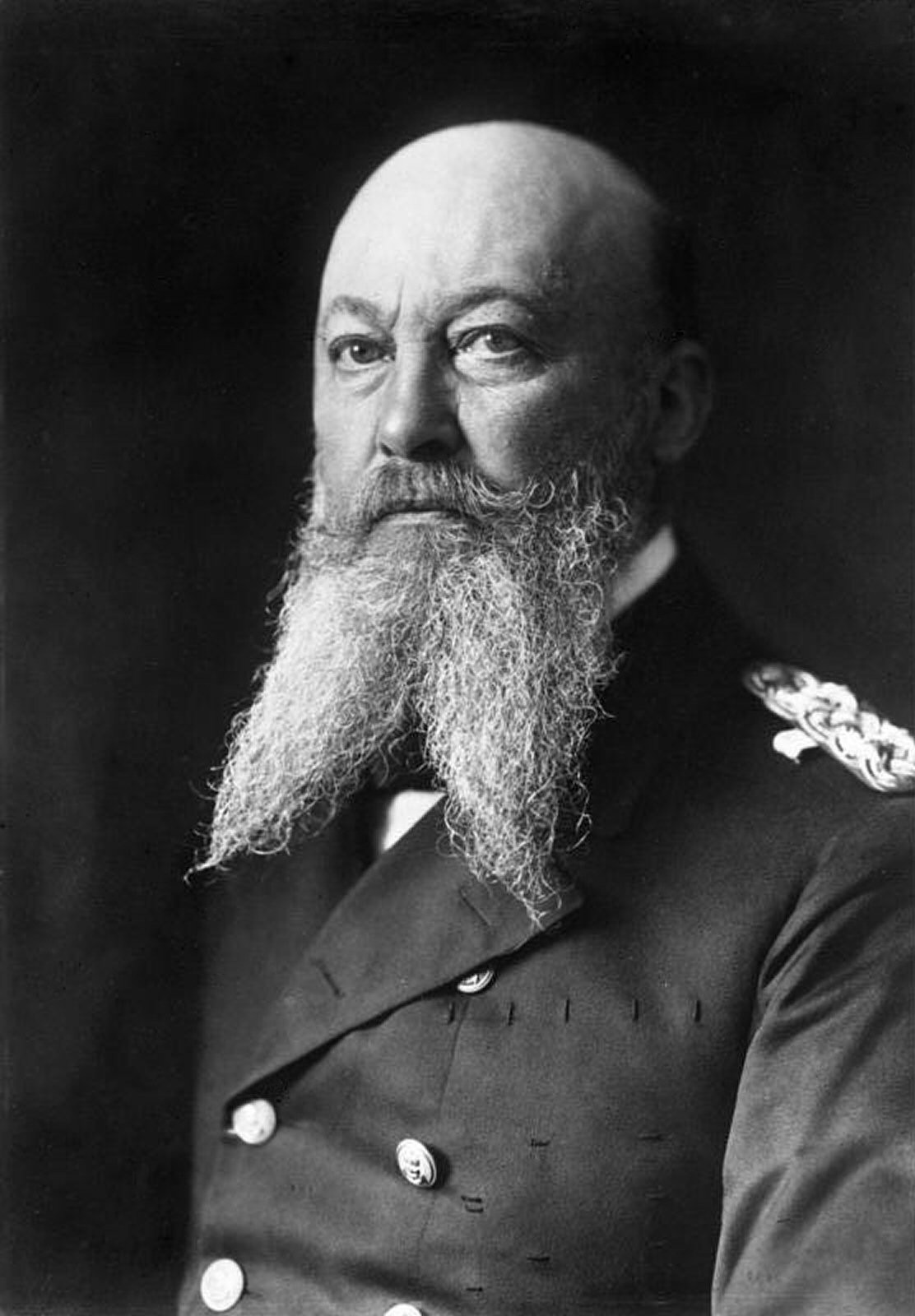
Amiralul erman Alfred von Tirpitz a fost cel mai important arhitect al strategiei de creare a „flotei de descurajare”, prin care urmărea obținerea după 1897 a unor concesini din partea Regatului Unit

Reichstagul a aprobat fondurile doar pentru construirea a 4 dintre cele 36 de crucișătoare cerute de Wilhelm în 1895, pentru ca în următorii doi ani să nu mai aprobe nicio alocare de fonduri pentru construcțiile navale. Nemulțumit după ce inițiativele sale au fost respinse, Wilhelm l-a rechemat în 1897 în capitală pe Alfred von Tirpitz, care se afla în acel moment la comanda Escadrei Orientului Îndepărtat cu baza la Hong Kong, ca să ocupe funcția de secretarul de stat al Oficului Naval Imperial German. Tirpitz era un adept al naționalistului anti-britanic Heinrich von Treitschke, precum și ai ideilor lui Alfred Thayer Mahan despre rolul hotărâtor al flotei de suprafață. În 1894, el a scris o secțiune faimoasă dintr-un memorandum cu titlul „Scopul natural al unei flote este ofensiva strategică”, prin care respingea ideea atacurilor asupra transporturilor comerciale și a apărării de coastă, afirmând că Germania trebuie să se pregătească pentru luptele ofensive maritime pentru ca să-și asigure locul ei în lume.
În prima lui întâlnire cu Wilhelm din iunie 1897, Tirpitz a susținut că Germania trebuie să înfrunte Regatul Unit pentru ca să își asiugure locul în rândul puterilor europene. El a gândit de asemenea o strategie pe care a urmat-o pentru mulți ani: să contruiască o flotă militară germană suficient de puternică încât, în cazul în care britanicii ar fi încercat să o distrugă, să determine o reacție a rivalilor Londrei și anume a Franței și Rusiei. Aceasta era de fapt punere în practică a teoriei „flotei de descurajare” a lui Mahan. Tirpitz a apreciat că, de vreme ce flota britanică este distribuită pe toate mările pentru protejarea posesiunilor sale de pe mai multe continente, „se ajunge la un război al cuirasatelor între Heligoland și Tamisa”. Atât Tirpitz cât și Bernhard von Bülow, secretarul de stat pentru afaceri externe din 1897 până în 1900, iar mai apoi cancelar până în 1909, au calculat că, odată ce Germania urma să posede o flotă militară pe care Marea Britanie nu putea să o distrugă fără să își pună în primejdie poziția, Marea Britanie urma să fie forțată să negocieze cu Germania de la egal la egal și poate chiar să renunțe la „splendida izolare” pentru a se alătura Triplei Alianțe.

## Legile navale germane (1898–1912)
În conformitate cu dorința kaiserului Wilhelm II pentru dezvoltarea flotei și cu viziunea strategică a lui Tirpitz, au fost emise cinci Legi ale flotei în 1898, 1900, 1906, 1908 și 1912, ceea ce a dus în final la creșterea importantă a flotei germane de suprafață. Obiectivul germanilor era construirea unei flote care să aibă cel puțin două treimi din capacitatea Royal Navy.
Prima lege navală a fost votată în 1898 după o capanie de convingere a opinie publice condusă de Wilhelm, Tirpitz și Bülow. Legea a asigurat finanțarea a unsprezece cuirasate în următorii șapte ani. Britanicii nu au fost îngrijorați de prima Lege navală, de vreme ce marina germană nu urma să fie mai mare decât cele mai mari două flote militare existente, așa că nu a determinat noi măsuri conform de dezvoltare prin „two-power standard”. În acest timp, Tirpitz a început în noiembrie 1898 să lucreze la un plan pentru dupblarea flotei, care să includă patruzeci și cinci de nave de luptă și crucișătoare blindate, plan pe care le-a prezentat kaiserului un an mai târziu. Momentul a fost favorabil, întrucât izbucnirea celui de-al doilea război cu burii și sechestrarea de către britanici a unui vapor german în largul Africii de Sud a înfuriat publicul german împotriva Regatului Unit. Reichstagul a aprobat a doua lege navală în iunie 1900.

### HMSDreadnought

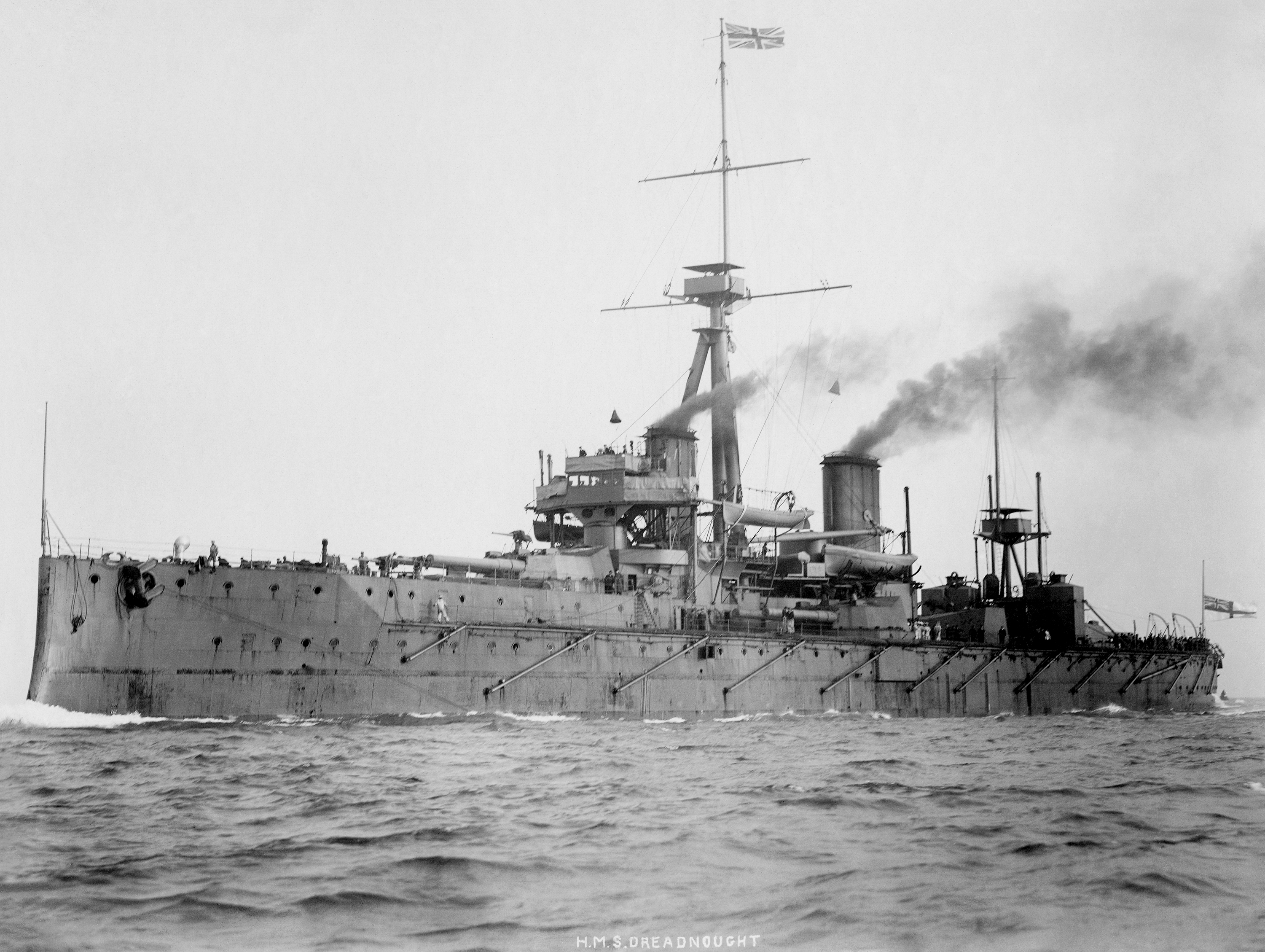
HMS Dreadnought avea puterea de foc a două sau trei cuirasate normale

Votarea celei de-a doua legi navale germane a crescut îngrijorarea printre factorii de decizie politică britanici. În 1902, Primul Lord al Amiralității Selborne, omologul britanic al lui Tirpitz, a spus colegilor din cabinet că flota germană este dezvoltată în perspectiv unui război cu britanicii. Amiralul John Arbuthnot Fisher a fost numit Prim Lord al Mării (comandantul profesional al Royal Navy) în 1904. El a reorganizat din temelii Royal Navy și a adus cele mai multe nave de luptă mai aproape de insulele britanice. El a înființat de asemenea un comitet pentru proiectarea unui nou supercuirasat, care, în special după Bătălia din Strâmtoarea Tsushima din mai 1905, părea să reprezinte viitorul în războiul naval. HMS Dreadnought a fost lansat în februarie 1906, la doar 14 luni după ce construcția sa fusese aprobată. Anuarul Jane's Fighting Ships a subliniat că HMS Dreadnought era echivalentul a două sau trei cuirasate normale.

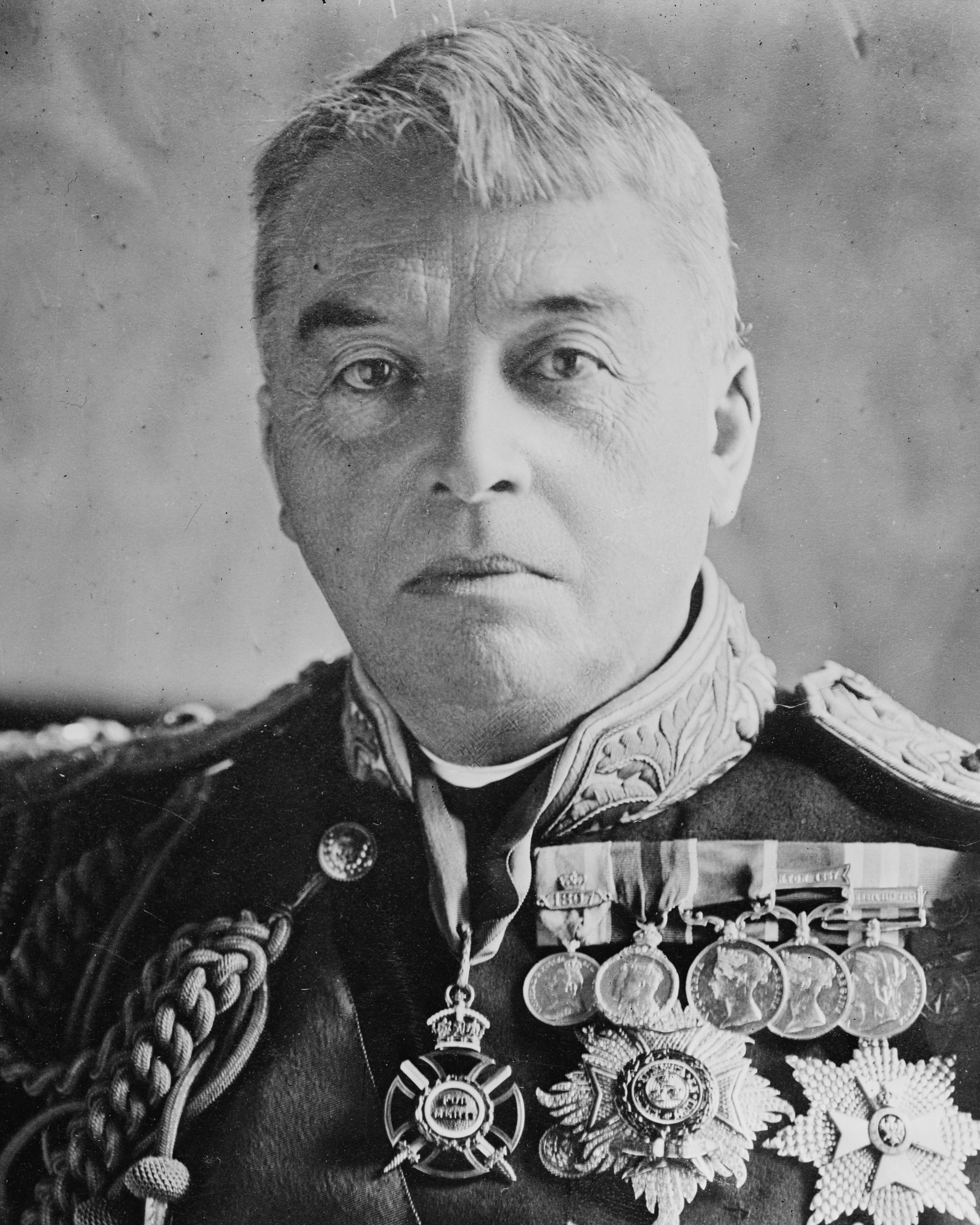
Jacky Fisher, First Sea Lord din 1904 până în 1910, a condus procesul de creare a cuirasatelor din clasa Dreadnought și a reorganizat Royal Navy pentru mai buna apărare a insulelor britanice.

La începutul anului 1905, atașatul militar naval german în Regatul Unit i-a raportat lui Tirpitz că britanicii plănuiesc crearea unei noi clase de cuirasate. În acea vară, Tirpitz s-a consultat cu consilierii săi. În toamnă, el a luat decizia că Germania să încerce să egaleze planurile de construcție britanice. Cercetătorii au subliniat că procesul decizional german imperial a fost atât de incoerent încât Tirpitz ar fi putut lua această decizie fără să-i consulte pe cancelar, ministerul de externe, pe cel de finanțe, birourile de planificare strategică navală sau alte două birouri navale:  Înaltul Comandament Naval și Cabinetul naval. El a prezentat noua listă de plată Reichstagului și a prevăzut o creștere a cheltuielilor cu 35% peste sumele aprobate în a doua lege navală, care era necesară pentru construirea a două cuirasate din clasa Dreadnought și a unui crucișător blindat pe an. Proiectul de lege a întâmpinat o opoziție acerbă din partea tuturor partidelor din cauza creșterii soldului bugetar și a rezistenței Reichstagului față de creșterea impozitelor. Soarta proiectului de lege a fost modificată de rezultatele  Conferinței de la Algeciras, care a pus capăt în aprilie 1906 primei crize din Maroc și care a inflamat sentimentul naționalist german împotriva Marii Britanii și a Franței. A treia lege navală a fost aprobată cu ușurință în mai 1906
Wilhelm și Tirpitz, dar și alți lideri germani, au considerat că acțiunile britanice sunt concertate cu cele ale Franței și Rusiei și urmăresc încercuirea Germaniei. Tirpitz credea că britanicii știau că au comis o greșeală când au construit dreadnoughturile și a crucișătoarele blindate scumpe și că își vor da seama de greșeala lor lor dacă Germania se va feri să îi urmeze. În plus, liderii germani au devenit tot mai preocupați din cauza unei posibile lovituri preventive britanice Kopenhagen, precum cea care a produs distrugerea flotei în Bătălia de la Copenhaga din 1807. În decembrie 1904, în atmosfera tensionată a Războiului ruso-japonez, s-au răspândit zvonuri conform căreia aliata Japoniei, Marea Britanie, va ataca Germania, iar ambasadorul Germaniei în Marea Britanie, care se afla la Berlin, a trebuit să îi liniștească pe Wilhelm și pe alți înalți funcționari că Marea Britanie nu intenționa să înceapă un război. Pe măsură ce temerile au crescut, a crescut și sentimentul naționalist, inclusiv critica partidelor de dreapta la adresa stângii social-democrate, care se opusese creșterii cheltuielilor cu apărarea și încurajase relațiile externe pașnice. 
Începând cu anul 1905, amiralul John Fisher a dezvoltat planuri de răzbi care prevedeau blocada navală a litoralului german. Aceasta avea să devină a strategie britanică principală și a fost pusă în practică în 1914.  În 1906, Fisher a declarat că Germnia era „singurul inamic probabil” și că Royal Navy ar trebui să păstreze o forță de două ori mai mare decât cea germană în apropierea litoralului german, la o distanță ce putera fi parcursă în doar câteva ore. Eyre Crowe, funcționar în cadrul ministerului de externe britanic, a scris un memorandum pe 1 ianuarie 1907 ministrului de externe Edward Grey, care a devenit politică oficială britanică. În acest document, Crowe a îndemnat la organizarea unei rezistențe viguroase la ceea ce a considerat că sunt încercările Germaniei de câștigarea a unei poziții hegemonice în Europa. El a afirmat că acțiunile germane ar putea fi rezultatul unei strategii confuze, dar că acest fapt nu trebuie să modifice orientarea politicilor pentru securitatea națională britanică.

### A patra lege din 1908

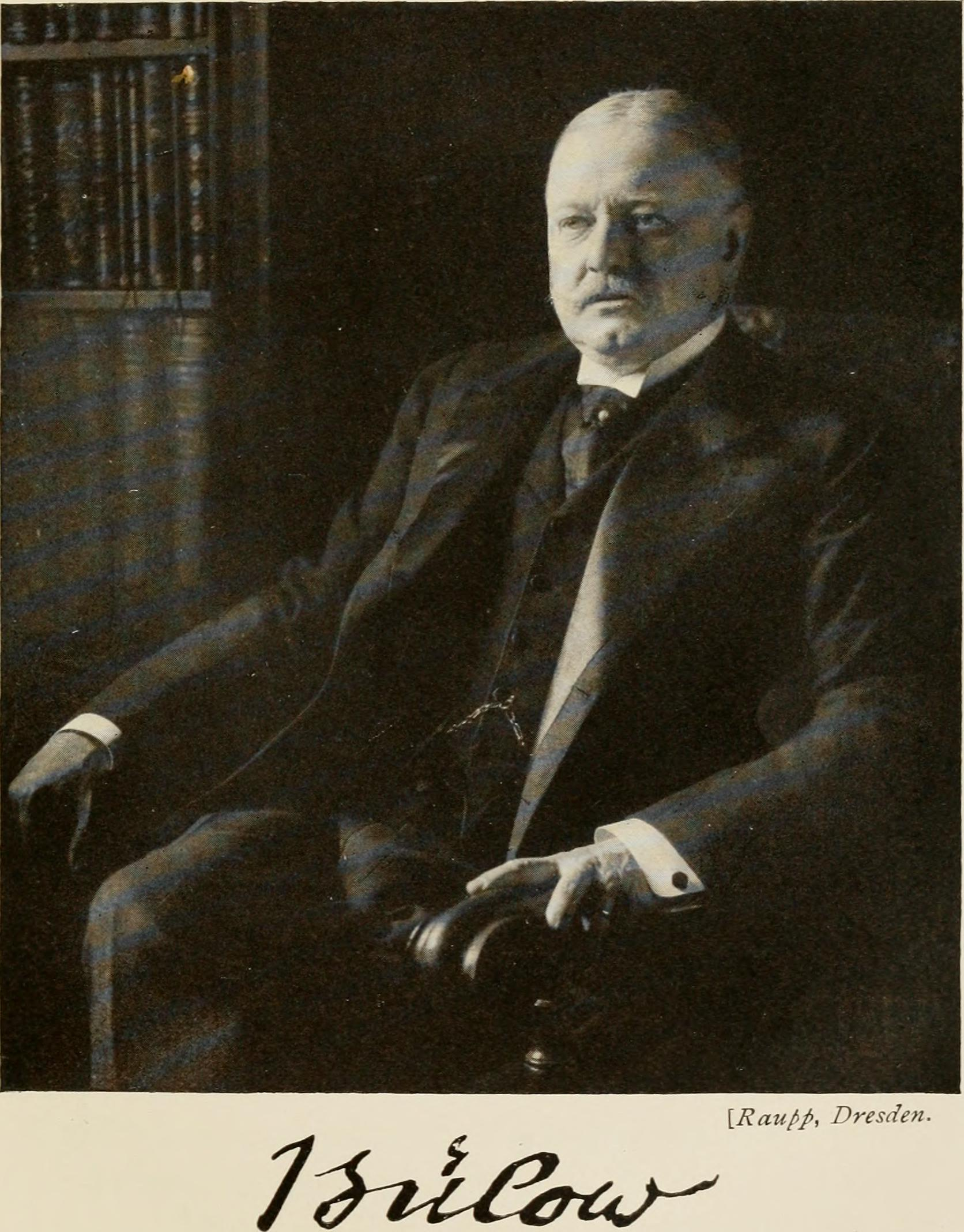
Bernhard von Bülow, cancelar din 1900 până în 1909, a sprijinit inițial planurile lui Tirpitz, dar a devenit mult mai rezervat câd a văzut amploarea cheltuielilor bugetare pentru finalizarea acestora

În martie 1908, Tirpitz a obținut aprobarea unei a patra legi navale (și a doua suplimentare a cheltuielilor în domeniul naval) din partea Reichstagului. Legea a crescut ritumul lansării la apă a noi vase de război de la trei la patru crucișătoare e an pentru următorii patru ani, mai înainte de stabilizarea la doar trei pe an. Dacă legea ar fi fost tradusă în viață, Germania urma să aibă 21 dreadnoughturi în 1914. Tirpitz a presupus în continuare că britanicii nu aveau să fie alarmați de creșterea capacității flotei gemane și l-a asigurat pe kaiserul Wilhelm și în ciuda ultimei legi, „pe plan internațional și intern arată cât mai mic și inofensiv cu putință”. 
Creșterea tensiunilor din jurul crizei din Bosnia l-au făcut pe cancelarul Bülow, principalul responsabil pentru găsirea finanțării pentru armată, să pună la îndoiala valoarea strategiei lui Tirpitz, care nu doar că era costisitoare, dar părea să ducă la creșterea izolării Germaniei pe plan diplomatic. Datoria națională a Germaniei se dublase între 1900 și 1908 și cea mai mare parte a bugetului fusese cheltuită în domeniul militar. Bülow ajunsese la concluzia că Germania nu își putea permite atât cea mai mare forță terestră cât și cea de-a doua forță navală din Europa. Deși ambasadorul german la Londra, Paul Metternich, și-a informat guvernul că dezvoltarea flotei militare înrăutățește relațiile Germaniei cu Regatul Unit, Tirpitz a afirmat că neînțelegerile dintre cele două state avea mai degrabă rivalități economice, nu competiția dintre flote. Tirpitz a mai afirmat de asemenea că Germania investise deja prea mulți bani în programul naval pentru a-l stopa și că în țară, coaliția politică la putere care fusese creată pentru sprijinirea construcția de nave militare ar reacționa în mod imprevizibil dacă guvernul iese din cursa înarmării. Bülow a nu a reușit să convingă Reichstagul să crească impozitele, deficitul bugetar era în continuă expansiune, kaiserul avea tot mai puțină încredere în șeful guvernului, și ca urmare cancelarul a demisionat în 1909.

### Reacția britanicilor
Până la legea navală din 1908, Marea Britanie, a ignorat în mare parte dezvoltarea flotei germane, deși unele persoane din armată și guvern erau deja foarte conștiente de pericolul potențial. Amiralitatea propusese în decembrie 1907 reducerea ritmului construcției de vase militare pentru anul următor la doar un dreadnought și un crucișător, conform priorităților guvernului liberal de creștere a cheltuielilor pentru programe sociale și de reducere a cheltuielilor guvernamentale totale. Cu toate acestea, în vara anului 1908, după aprobarea legii navale germane, îngrijorarea guvernului și opiniei publice a crescut.

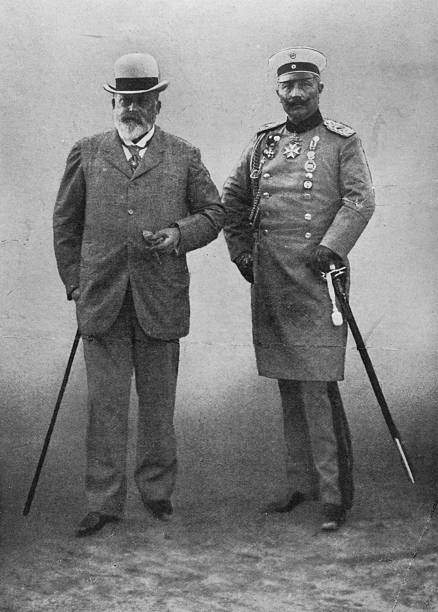
Regele Eduard al VII-lea și kaiserul Wilhelm al II-lea în Berlin, 1908

În august 1908, Regele  Eduard al VII-lea și-a vizitat nepotul, kaiserul Wilhelm al II-lea în Kronberg. Regele primise din partea guvernului său un document în care erau subliniate preocupările britanice, dar el a decis să nu ridice problema cheltuielilor pentru navele de război germane pentru ca să nu strice caracterul amical a vizitei. Într-o discuție cu subsecretarul de stat din ministerul afacerilor externe britanic, Charles Hardinge, kaiserul Wilhelm a remarcat plin de voioșie că relațiile germano-britanice erau destul de bune. Hardinge și-a exprimat în mod politicos dezacordul, afirmând că procuparea britanică în ceea ce privește întărirea flotei militare germane ar face posibil ca guvernul liberal să ceară Parlamentului să extindă construcția navală britanică, rezultând o rivalitate navală care ar crește mult tensiunile între cele două țări. Wilhelm a răspuns tăios că nu există niciun motiv de îngrijorare pentru britanici și că legea navală germană nu a amenințat puterea relativă a celor două flote militare. Nu s-a ajuns la nici o concluzie, iar Wilhelm a plecat de la întâlnirea din Kronberg crezând că i-a convins pe britanici de justețea poziției Germaniei.
O serie de incidente a dus la creșterea îngrijorării britanicilor. În toamna anului 1908, atașatul naval britanic în Berlin a raportat că Germania construia un cuirasat suplimentar. De fapt, conducerea șantierului naval Schichau-Werke ceruse guvenului să aprobe începerea în 1908 a construcției vasului programată în 1909 pentru ca să poată fi evitată disponibilizării unor lucrători din Danzig (în zilele noastre Gdańsk, Polonia). 
Mai apoi, pe 28 octombrie, The Daily Telegraph a publicat un articol care a fost descris un interviu cu kaiserul. The Telegraph a trimis mai întâi textul lui Wilhelm, căruia i-a cerut aprobarea pentru publicare. Manuscrisul în limba engleză a fost alocat lui Bülow pentru verificarea în vederea publicării. Wilhelm l-a rugat pe Bülow să nu trimită articolul ministerului de externe, dar Bülow l-a trimis în schimb secretarului de stat Wilhelm von Schoen, căruia i-a cerut o traducere oficială și, în plus, i-a cerut să facă orice observație care s-ar fi dovedit necesară. Schoen era plecat, iar manuscrisul a ajuns în lipsa lui la subsecretarul de stat Stemrich, care l-a citit și l-a trimis mai departe fără niciun comentariu lui Reinhold Klehmet. Klehmet a crezut că el trebuie doar să corecteze unele erori, dar nu a adăugat niciun comentariu. Documentul a fost returnat lui Bülow care, fără să îl citească, l-a trimis mai departe lui Wilhelm, care nu a văzut niciun motiv ca articolul să nu fie publicat. Articolul a fost publicat la timp, dar a provocat o adevărată furtuna. În interviu, Wilhelm a făcut mai multe declarații controversate și jignitoare.

- Englezii erau „nebuni ca iepurele în luna martie” (Mad as a March hare - referire la presupusul comportament imprevizibil al iepurilor masculi în perioada de împerechere din martie).
- El nu poate înțelege de ce ei au respins în mod repetat ofertele lui de prietenie.
- Cei mai mulți germani nu îi plăceau pe englezi, așa că atitudinea sa prietenească îl pune într-o „minoritate clară”.
- El a intervenit de partea britanicilor împotriva francezilor și rușilor în timpul ultimului război cu burii.
- El a oferit britanicilor planul de campanie pe care aceștia l-au folosit în timpul acestui război.
- Va veni o zi în care ei vor fi bucuroși că Germania își edifică flota de război datorită creșterii puterii Japoniei.

Wilhelm a reușit să îi ofenseze pe japonezi, francezi, ruși și in special pe britanici. Până și germanii au fost scandalizați de presupusul ajutor acordat britanicilor împotriva burilor de origine germanică.
După cum a spus istoricul Margaret MacMillan a apărut în articol ca „plângându-și de milă și acuzator” în același timp, Afacerea Daily Telegraph a fost percepută în Regatul Unit ca o dovadă a instabilității mentale a kaiserului sau că făcea parte dintr-o conspirație sinistră de influențare a opiniei publice britanice. 
Liderii germani au fost șocați de faptul că împăratul s-a făcut de râs, naționaliștii și conservatorii au fost înfuriați de declarațiile de prietenie cu britanicii făcute de Wilhelm, iar politicienii de stâga au ajuns la concluzia că Reichstagul trebuie să își crească controlul asupra kaiserului. Poziția lui Wilhelm și a monarhiei a fost puternic slăbită, iar kaiserul a trecut printr-o perioadă de depresie. Wilhelm nu l-a iertat niciodată pe Bülow pentru că a aprobat publicarea, ceea ce a contribuit la înlocuirea acestui din urmă din funcția de cancelar în iulie 1909.

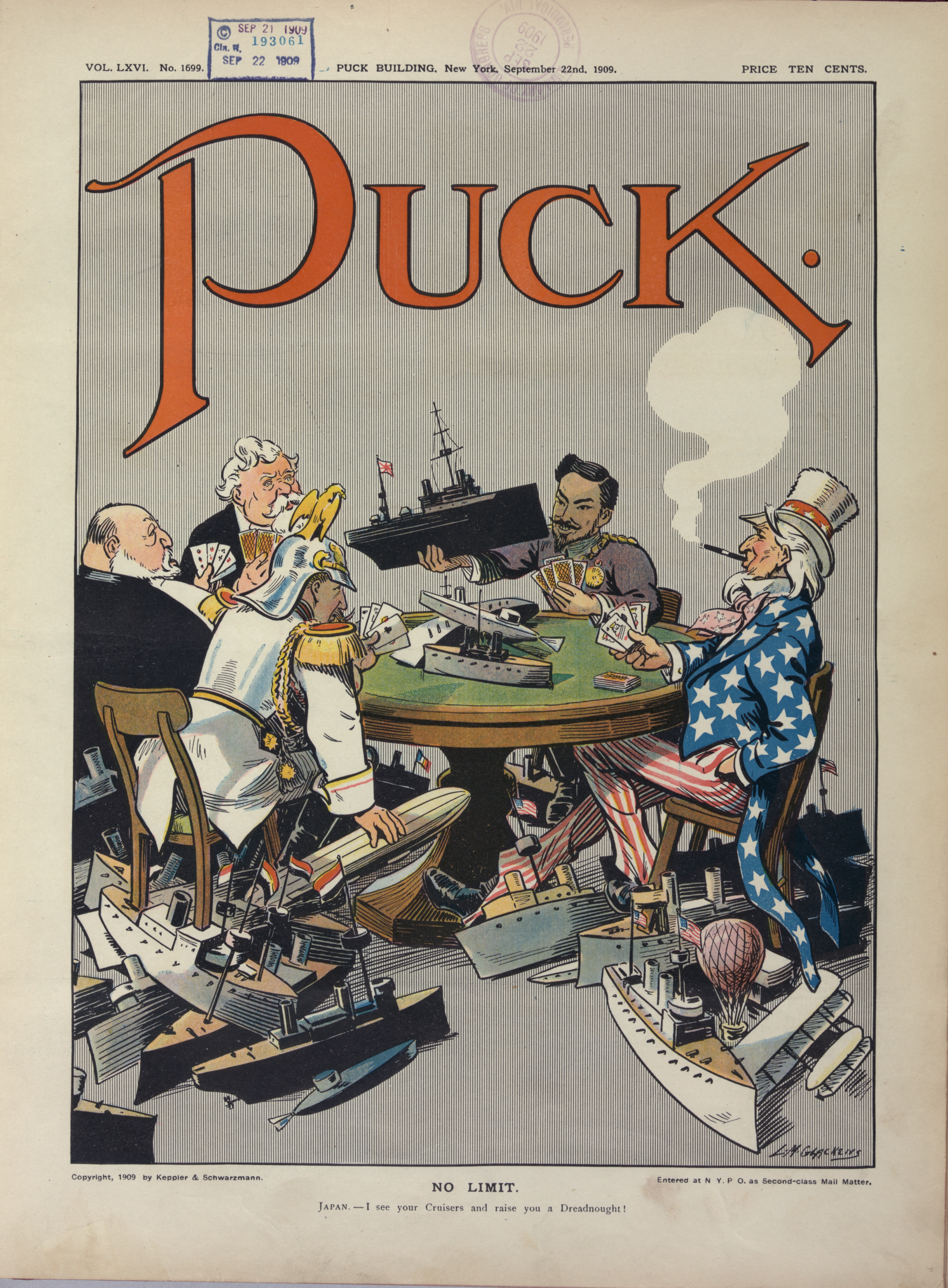
Caricatură din 1909 din Puck – cele cinci națiuni angajate în cursa înarmării navale

După aprobarea legii germane, Amiralitatea a abandonat planurile pentru reducerea construcției de nave și, în decembrie 1908, a propus construirea a cel puțin șase noi dreadnoughturi. Membrii cabinetului care se opuneau programului Amiralității au pus accent pe costuriele mari. Printre aceștia se numărau ministrul de finanțe David Lloyd George și președintele Comisiei de Comerț Winston Churchill, care considerau că aceste cheltuieli militae erau o amenințare la adresa reformelor economico-sociale promise de Paticul Liberal. Lloyd George l-a avertizat pe premierul Asquith că parlamentarii liberali aveau să se revolte în cazul unei propuneri de creștere a programului de construcții navale, care avea să adauge o sumă estimată la 38 de milioane de lire la bugetul militar. Cu toate acestea, opoziția conservatoare, Liga Navală și reprezntanții industriei de armament au militat pentru aprobarea cheltuielilor. Regele Edward al VII-lea a sprijinit la rândul lui construirea a opt noi cuirasate, alătrându-se tendinței generale. Un parlamentar conservator este autorul sloganului We want eight and we won't wait!  (Vrem opt [cuirasate] și nu vom aștepta!).
Răspunzând sprijinului amplu pentru creșterea puterii navale, Asquith a acceptat un compromis în februarie 1909 – construcția a patru noi vase militare urmau să fie începută în anul financiar următor, iar alte patru în primăvara anului 1910, dacă urmau să mai fie necesare. Cu sprijinul deputaților liberali, guvernul a reușit să treacă peste moțiunea de cenzură depusă de conservatori. Lloyd George a introdus cuirasatele suplimentare în propunerea sa de buget, "People's Budget", la sfârșitul lunii aprilie 1909. Acest proiect de buget a fost repsins în noiembrie 1909 de  Camera Lorzilor, care au fost indignată de măsurile de redistribuire a bogătei. Asquith a dizolvat Parlamentul și a organizat alegeri pentru un nou parlament în 1910. Cabinetul lui a pierdut majoritatea, dar a rămas în funcție cu sprijinul Partidului Parlamentar Irlandez. În urma alegerilor, Casa Lorzilor a renunțat la opoziția la buget, a acceptat înclusiv finanțarea vaselor militare. Bugetul a fost aprobat în aprilie 1910 și a dat un important imbold cursei înarmărilor.

### Sfârșitul cursei înarmărilor (1912–1914)
În 1912, cancelarul german Theobald von Bethmann-Hollweg a pus capăt cursei înarmărilor navale. Obiectivul său era să asigure o înțelegere cu britanicii pentru a pune capăt izolatării tot mai pronunțate a Germaniei. Expansiunea militară rusă i-a obligat pe germani să acorde prioritate cheltuielilor cu forțele terestre și, prin urmare, să le reducă pe cele pentru marină. Această abordarea a dus la oraganizarea „Misiunii Haldane” prin care Germania s-ar fi oferit să accepte superioritatea navală britanică în schimbul neutralității britanice într-un război în care Germania nu ar fi fost considerat agresorul. Propunerea a fost respinsă, întrucât Marea Britanie a considerat că nu are nimic de câștigat printr-un astfel de tratat atâta vreme cât superioritatea sa navală era nesigură, dar ministrul de externe britanic  Sir Edward Gray a favorizat o politică mai flexibilă față de Germania.
Până în 1913, în Marea Britanie a existat o dezbatere internă intensă cu privire la noile vase militare, pe de-a parte din cauza influenței crescânde a ideilor lui Fisher și, pe de altă parte, din cauza constrângerilor financiare din ce în ce mai mari. Istoricii acceptă în general în zilele noastre faptul că, în prima jumătate a anului 1914, germanii au adoptat o politică de construire a submarinelor în locul noilor cuirasate și distrugătoare, renunțând efectiv la cursa înarmării navale de suprafață, dar, de vreme ce au păstrat secretă noua orientare, restul puterilor europene aveau să aibă o întârziere în construirea de submarine. În momentul declanșării primei conflagrații mondiale, Regatul Unit avea în dotare 29 de cuirasate și 9 crucișătoare de linie, iar Germania avea 17 cuirasate și 7 crucișătoare de linie.
| Țara                                     | Personal | Vase cu tonaj mare (cuirasate) | Tonaj     |
| ---------------------------------------- | -------- | ------------------------------ | --------- |
| Rusia                                    | 54.000   | 4                              | 328.000   |
| Franța                                   | 68.000   | 10                             | 731.000   |
| Regatul Unit                             | 209.000  | 29                             | 2.205.000 |
| Total                                    | 331.000  | 43                             | 3.264.000 |
| Germania                                 | 79.000   | 17                             | 1.019.000 |
| Austro-Ungaria                           | 16.000   | 3*                             | 249.000   |
| Total                                    | 95.000   | 20                             | 1.268.000 |
| Total general                            | 426.000  | 63                             | 4.532.000 |
| *cel de-al patrulea nedat în exploatare. |          |                                |           |

## Vedeți și:
- Cauzele Primului Război Mondial
- Marina Imperială Germană
- Relațiile internaționale dintre Marile Puteri (1814–1919)